# Collotheca stephanochaeta
Collotheca stephanochaeta är en hjuldjursart som beskrevs av John R. Edmondson 1936. Collotheca stephanochaeta ingår i släktet Collotheca och familjen Collothecidae. Inga underarter finns listade i Catalogue of Life.